# 福济耶尔
福济耶尔（法語：Fozières，法語發音：[fɔzjɛʁ]）是法国埃罗省的一个市镇，属于洛代沃区。

## 地理
福济耶尔（43°45'6"N, 3°21'26"E）面积5.43 平方千米，位于法国奧克西塔尼大區埃罗省，该省份为法国南部沿海省份，南濒地中海，西南接奥德省，西北接塔恩省和阿韦龙省，东北与加尔省接壤。
与福济耶尔接壤的市镇（或旧市镇、城区）包括：洛代沃、圣埃蒂安德古尔加、圣普里瓦、苏贝斯、苏蒙。

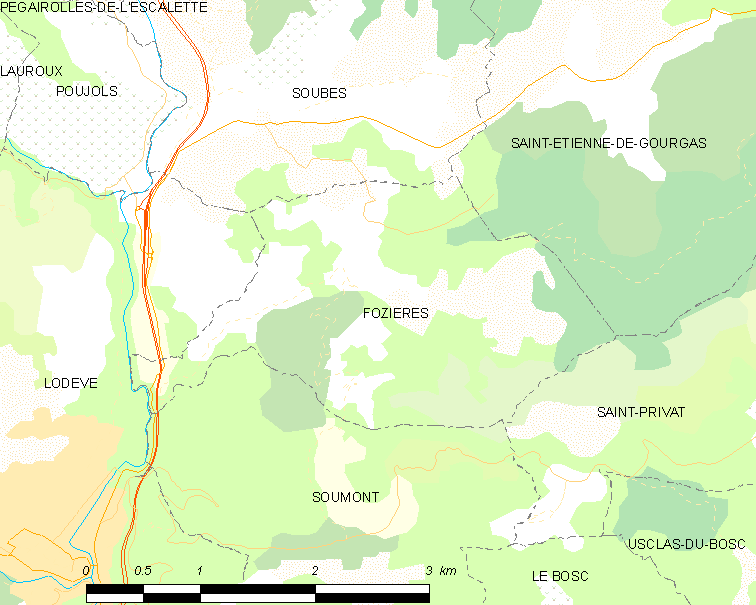
福济耶尔的OSM定位图

福济耶尔的时区为UTC+01:00、UTC+02:00（夏令时）。

## 行政
福济耶尔的邮政编码为34700，INSEE市镇编码为34106。

## 政治
福济耶尔所属的省级选区为洛代沃县。

## 人口

1962-2008年间福济耶尔人口变化图示

福济耶尔于2022年1月1日时的人口数量为193人。